# Pūrnāk
Pūrnāk (persiska: پورناک) är en ort i Iran.   Den ligger i provinsen Västazarbaijan, i den nordvästra delen av landet, 700 km nordväst om huvudstaden Teheran. Pūrnāk ligger 841 meter över havet och antalet invånare är 599.
Terrängen runt Pūrnāk är platt.Runt Pūrnāk är det ganska glesbefolkat, med 39 invånare per kvadratkilometer. Närmaste större samhälle är Poldasht, 10,8 km nordost om Pūrnāk. Trakten runt Pūrnāk består i huvudsak av gräsmarker.